# Климов, Леонид Павлович
Леонид Павлович (Александрович) Климов (24 мая 1938 — неизвестно) — советский хоккеист, нападающий. Мастер спорта СССР (1963).
Начинал играть в сезоне 1957/58 в команде СКВО Ленинград, за которую провёл пять сезонов в чемпионате СССР. Сезон 1962/63 начал в московских «Крыльях Советов», после чего оказался в СКА Калинин. Играл в низших лигах за «Металлург» Череповец (1965/66 — 1966/67) и «Динамо» Ленинград (1967/68 — 1969/70).